# Bleset
Bleset (norwegisch für Flamme) ist eine Felsformation im ostantarktischen Königin-Maud-Land. Sie ragt 8 km ostsüdöstlich des Berges Enden in der Kirwanveggen auf und überragt die Wasserscheide zwischen den Tälern Utråkket und Belgen.
Norwegische Kartografen, die der Formation auch ihren Namen gaben, kartierten sie anhand von Luftaufnahmen der Norwegisch-Britisch-Schwedischen Antarktisexpedition (1949–1952) und weiteren, die zwischen 1958 und 1959 bei der Dritten Norwegischen Antarktisexpedition (1956–1960) entstanden.